# Visier (Waffe)

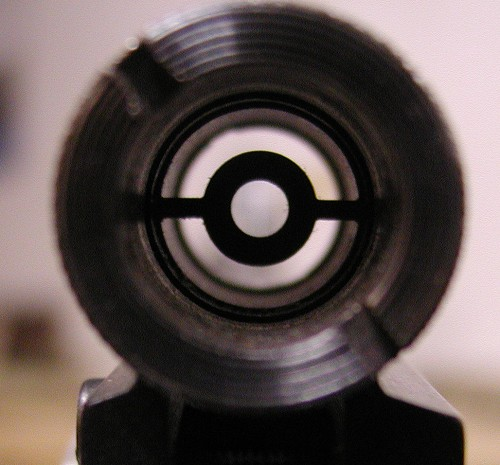
Ringkorn im Korntunnel eines Luftgewehres

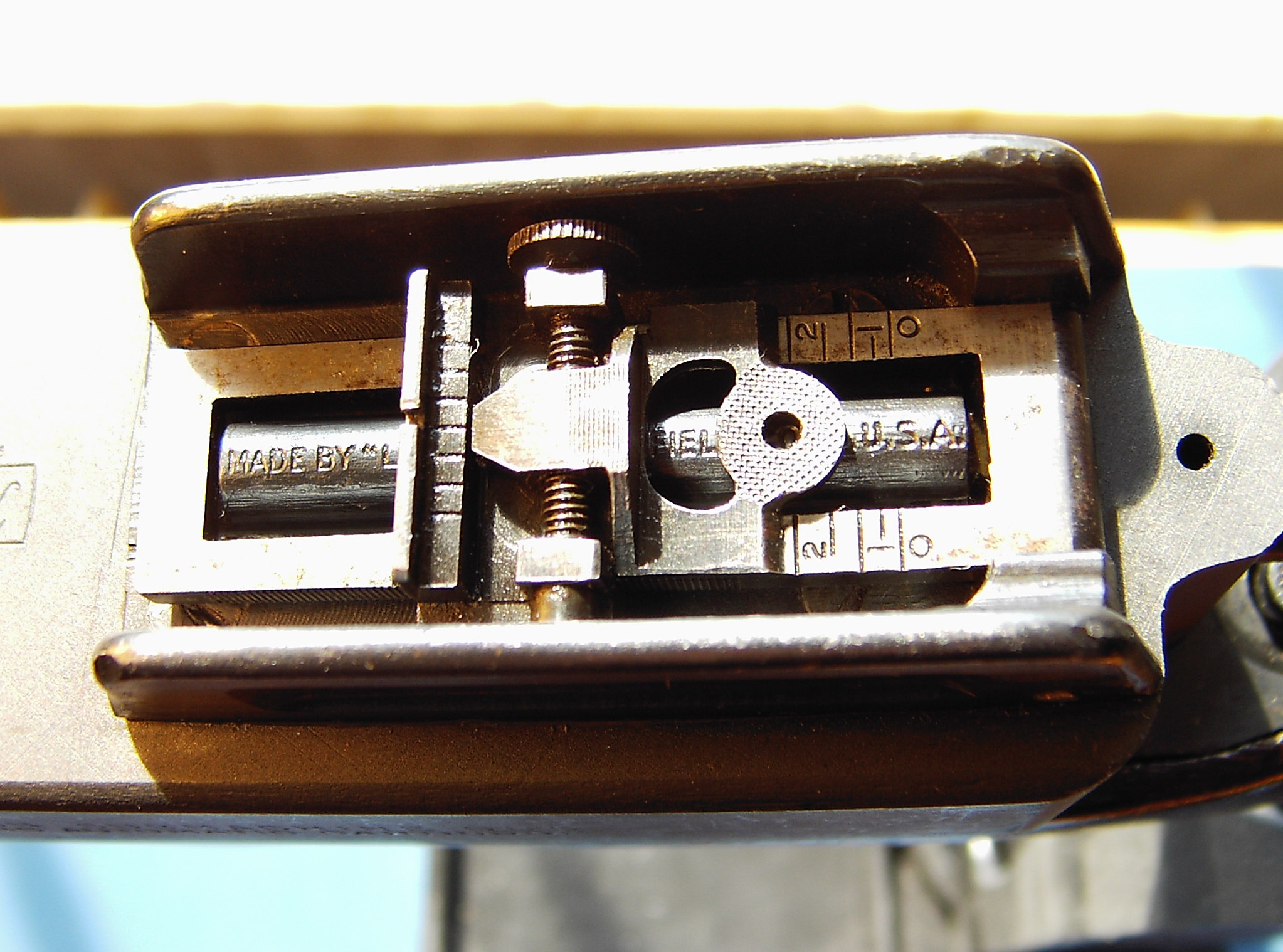
Verstellbare Kimme

Das Visier (auch Visiereinrichtung) ist die Zieleinrichtung bei Druckluft- und Feuerwaffen, Geschützen und bei der Armbrust.
Bei den meisten Pistolen und Revolvern besteht das Visier aus Kimme und Korn. Die Kimme ist ein U- oder V-förmiger Ausschnitt am hinteren Ende der Waffe bzw. des Laufes, das Korn ist eine punktförmige, runde oder eckige Erhebung am Laufende in der Nähe der Mündung. Beim Anvisieren lässt sich die Waffe mit dem Ziel über drei Punkte – Kimme – Korn – Ziel – in eine Sichtachse, also die Visierlinie, bringen.
Bei Gewehren sind neben Kimme und Korn auch Diopter mit Ringkorn, und optische Visiere wie Zielfernrohre, holografische Visiere und Reflexvisiere gebräuchlich.
Die meisten Gewehre besitzen eine verstellbare Kimme, die es gestattet, die Zielentfernung (Ballistik) zu korrigieren. Mittels verstellbarer Kimme oder/und verstellbarem Korn wird der richtige Zielpunkt eingestellt. Bei Militär-, Polizei- und Jagdwaffen ist manchmal ein zusätzliches Nachtvisier vorhanden.
Laservisiere beruhen auf dem Anstrahlen des Ziels mit einem gebündelten Infrarot- oder einem sichtbaren Laserstrahl. Diese Visierung ist in Deutschland für die Jagd und beim Sportschießen nicht erlaubt, ihr Besitz und ihre Verwendung sind für Zivilpersonen illegal.

## Militärtechnik
Visiere für Sturmgewehr, Maschinenpistole, Pistole, Panzerfaust und Maschinengewehr sind mit den Visieren auf zivilen Waffen weitgehend vergleichbar, allerdings auf die militärischen Erfordernisse beziehungsweise die jeweilige Waffe angepasst.
Visiere von weitreichenden Geschützen müssen die Ballistik anhand der Zielentfernung berücksichtigen. Früher wurden zur genauen Messung Absehen (Strichplatte), Scherenfernrohr oder eine Entfernungsmessbasis eingesetzt. Heutige Geräte besitzen hierzu teils einen aktiven Entfernungsmesser, etwa mittels Laser (Laserentfernungsmesser) oder Radar. In der Luftfahrt werden die Ergebnisse des Zielsuchsystems (Zielsuchradars, optische Systeme) auf einem transparenten Display dargestellt, welches sich in Augenhöhe des Piloten befindet (Head-up-Visier).
Die Anvisierung mittels einer Zielbeleuchtung ist kein klassisches Visier, sondern dient, ähnlich der Radar-, Draht- oder Funklenkung, der Leitung einer Lenkwaffe. Dabei wird ein Ziel mit einem Laserstrahl angeleuchtet, dessen kodierte Streustrahlung der Lenkwaffe als Orientierungspunkt dient. Der vom Flugzeug, Fahrzeug oder von einer Drohne ausgesandte Laserstrahl wird nach der Zielauffassung automatisch bis zum Treffer nachgeführt, alternativ schaltet sich die Lenkwaffe mittels eigener Zielerkennung auf (Fire-and-Forget).

## Visiereinrichtungen
Im Allgemeinen unterscheidet man zwischen vier unterschiedlichen Typen von Visiereinrichtungen. Es gibt zum einen die mechanische Visiereinrichtungen, dies wären z. B. Kimme und Korn (Offene Visierung) an einem Gewehr. Zum anderen gibt es noch optische Visiereinrichtungen, darunter fallen z. B. Zielfernrohre und Reflexvisiere Außerdem existieren noch optronische Visiereinrichtungen, wie z. B. Wärmebildgeräte.
Außerdem fallen Zielhilfen wie z. B. Laser-Licht-Module ebenfalls unter die Kategorie der Visiereinrichtungen.